# International Sporting Code
O International Sporting Code (ISC), é um conjunto de regras válido para todos os eventos automobilísticos subordinados à Federação Internacional do Automóvel (FIA).
O documento ISC publicado, consiste de 17 capítulos e vários apêndices. Ele contém definições, princípios gerais, regulamentos e regras para os organizadores, participantes, pilotos e árbitros oficiais.

## Sumário
No seu primeiro capítulo, o ISC determina que a FIA é a única entidade esportiva internacional responsável por criar e fazer cumprir regulamentos a respeito de competições automobilísticas. Mais adiante ele determina que o ISC é um regulamento para incentivar e facilitar o esporte a motor. Cada clube ou federação automobilística nacional afiliada à FIA está autorizada a estabelecer suas próprias regras. O ISC não é de uso obrigatório, desde que a competição seja segura e justa.

## Tipos de Corridas
- Em autódromos
- De arrancada
- De subida de montanha
- De rali (curto)
- De rali (longo - mínimo de 800 km)
- De rali (maratona - mínimo 10.000 km)

## Apêndices importantes

### Apêndice D[2]
O apêndice D do ISC regulamenta as tentativas de recorde de velocidade em solo, que ficam restritos a apenas quatro categorias:
- Categoria A: automóveis especiais construídos para tentativa de recorde
- Categoria B: automóveis produzidos em série (como o Bugatti Veyron)
- Categoria VII: automóveis movidos à energia solar
- Categoria XI: automóveis de força motriz híbrida
- Categoria C: automóveis especiais com qualquer tipo de motor e auxílio aerodinâmico
- Categoria D: Dragsters

Cada categoria pode ser subdividida em grupos de acordo com o tipo de motor.
O apêndice também regulamenta tipos diferentes de recordes: de aceleração, de distância, com partida em movimento ou estático, etc.

### Apêndice J
O apêndice J foi introduzido pela FIA em 1954, inicialmente para carros de turismo e GT. Ele regulamenta os tipos de automóvel em cada classe e suas especificações.
Atualmente o Apêndice J contempla três categorias e quinze grupos:
- Categoria I: automóveis de produção em série
  - Grupo N: automóveis de produção
  - Grupo A: automóveis de turismo
  - Grupo R: automóveis de turismo ou de produção em larga escala
  - Grupo T1
  - Grupo T2
- Categoria II: automóveis de competição
  - Grupo RGT: automóveis GT de produção
  - Grupo GT1: automóveis GT
  - Grupo GT2: automóveis GT
  - Grupo GT3: automóveis GT (copa)
  - Grupo CN: automóveis esportivos de produção
  - Grupo D: automóveis "formula" internacionais
  - Grupo E: automóveis "formula" livre
  - Grupo T3
- Categoria III: Caminhões
  - Grupo F: Caminhões de corrida
  - Grupo T4

Para cada grupo, regras específicas são definidas na regulamentação. O Grupo D, onde se enquadram a Fórmula 1 e a Fórmula 3, possui regulamentos específicos (técnicos e esportivos), para cada classe.

## Ligações Externas
- FIA - ISC - 2014 (em inglês)